# Theodore Skilakakis

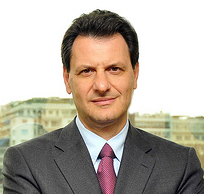
Theodore Skylakakis.

Theodore Skilakakis un eurodiputado griego, miembro de Grupo de la Alianza de los Liberales y Demócratas por Europa y el presidente del partido "Drasi".

## Biografía
Nacido en Atenas el 18 de octubre de 1959.
En 1981 se graduó con honores en el Departamento de la Universidad de Atenas de Economía y tiene una maestría (MBA) de la Universidad de la Ciudad de Londres y un diploma de la British Market Research Society Market Research. De 1983 a 1985 desempeñó su servicio militar en la Marina.
Ha trabajado en la publicidad y las comunicaciones desde 1985 y fundó dos compañías en el campo de la comunicación.
Está casado con la abogada Helen Papapanou, que tiene dos hijas.

## Carrera política
En 1989 se desempeñó como Asesor del primer ministro Tzani Tzannetaki y de 1989 a 1990 como Asesor del Ministro de Defensa Nacional. De 1990 a 1993 se desempeñó como Asesor del primer ministro Constantino Mitsotakis y Jefe de la Oficina de Planificación y Comunicación del primer ministro. 1997 a 1998 fue miembro de la Secretaría de Planificación de Políticas de la Nueva República. En las elecciones nacionales de 2000 fue candidato al Parlamento en el segundo lugar en Atenas.
Concejal Municipal de Atenas, fue elegido por la combinación de "Athens Mañana", dirigido por Dora Bakoyannis y coordinador de la preparación de la combinación. De 2003 a 2006 fue teniente de alcalde de Atenas Alcalde, Teniente de Alcalde de Hacienda, Teniente de Alcalde de Policía Municipal, Presidente del Comité Municipal y Jefe Mayor de la "fachada" de Atenas. En el período 2003-2004, fue responsable de la preparación de Atenas para los Juegos Olímpicos, durante los cuales fue nombrado Adjunto Encargado de la ciudad. Durante el mandato de la Municipalidad de Atenas desempeñado como Presidente de la Organización de Turismo y la Compañía de Desarrollo Económico en el período 2005-2006, y el presidente del Comité Coordinador de cuestiones de propiedad intelectual en Grecia.
El 21 de septiembre de 2010 se suprimieron de la Nueva República, como la oposición expresa de la línea oficial del partido en relación con el Memorándum. En noviembre del mismo año se convirtió en miembro fundador de la Alianza Democrática, de la que dimitió el 21 de mayo de 2012, en desacuerdo con la cooperación electoral con el partido Nueva Democracia.
En noviembre de 2012 se unió al Partido de la Drasi.
El 1 de junio de 2013, fue elegido el tercer presidente de la Drasi, con 70 votos, sucediendo a Antipas Karipoglou.